# Осгуд, Крис
Крис Осгуд (англ. Chris Osgood; 26 ноября 1972, Пис-Ривер, провинция Альберта, Канада) — профессиональный канадский хоккеист, вратарь. Выступал за команды «Детройт Ред Уингз», «Нью-Йорк Айлендерс», «Сент-Луис Блюз». С «Детройтом» выиграл три Кубка Стэнли. В 2011 году завершил карьеру игрока.

## Игровая карьера
Крис Осгуд был выбран «Ред Уингз» под общим 54-м номером в третьем раунде драфта НХЛ 1991 года и дебютировал в сезоне 1993–94.
Год новичка
Осгуд стал четвертым по счету вратарем в ростере «Детройта» в том сезоне вместе с Тимом Чевелдэ, Винсентом Риендо и Питером Ингом. Чевелдэ, основной игрок команды и бывший участник Матча звезд, вместе с Далласом Дрейком, был обменян в «Виннипег Джетс» на вратаря-ветерана Боба Эссенсу и защитника Сергея Баутина. Эссенса не показал хороших результатов за 13 игр в конце регулярного сезона, а Осгуд был назван основным вратарем плей-офф. «Сан-Хосе Шаркс» сенсационно одолели, закончивший сезон на первой строчке конференции, «Ред Уингз» в семи играх. Самая запоминающаяся сцена серии произошла в решающей игре: в конце третьего периода, когда счет стал равным 2–2, Осгуд попытался отбить шайбу у борта, но она попала в клюшку нападающего «Шаркс» Джейми Бейкера, который воспользовался моментом и забил победный гол. Охваченный раскаянием в своей ошибке, молодой вратарь плакал на скамейке запасных после игры.
По итогам сезона руководство Детройта почувствовало, что команде нужен сильный вратарь-ветеран с опытом плей-офф Кубка Стэнли. Летом 1994 года «Ред Уингз» обменяли защитника Стива Чиассона в «Калгари Флеймз» на вратаря Майка Вернона, который ранее помог «Флэймз» завоевать Кубок Стэнли в 1989 году.
Успешный Детройт
Хотя сезон 1994–95 начался поздно из-за локаута, Осгуд в этом сезоне был запасным вратарем Майка Вернона. В том сезоне «Уингз» дошли до финала Кубка Стэнли 1995 года, где в четырёх играх их обыграл андердог «Нью-Джерси Девилз». Осгуд получил значительно больше игрового времени в сезоне 1995–96 и возглавил НХЛ со средним показателем пропущенных шайб 2,17 за матч и 39 победами. Он также занял третье место по количеству сухих матчей (5) и занял второе место в голосовании за Vezina Trophy после Джима Кэри. Осгуд и Вернон разделили Трофей Уильяма М. Дженнингса в качестве вратарей, пропустив наименьшее количество голов в лиге. За свои усилия Осгуд был выбран для участия в Матче всех звезд НХЛ, а также вошел во вторую команду звезд НХЛ по итогам сезона.
В том сезоне он забил гол «Хартфорд Уэйлерс», став вторым вратарем в истории НХЛ, забившим гол после Рона Хекстолла. Бывший вратарь «Айлендерс» Билли Смит также числится автором гола, поскольку он последним коснулся шайбы, но только Осгуд и Хекстолл забили шайбу прямым ударом.
В следующем сезоне (1996-97) Осгуд и Вернон разделили обязанности стартовых вратарей в регулярном сезоне. Тем не менее, когда начался плей-офф, практически все игровое время досталось Вернону, выигравшему «Конн Смайт Трофи». В конце концов, имя Осгуда было выгравировано на Кубке Стэнли, когда «Ред Уингз» обыграли «Филадельфию Флайерз» в четырех играх и выиграли свой первый Кубок Стэнли за 42 года.
После победы в Кубке 1997 года Вернона обменяли в «Сан-Хосе Шаркс», что сделало Осгуда вратарем номер один в «Детройте». И снова «Ред Уингз» вышли в финал Кубка Стэнли и победили «Вашингтон Кэпиталз» в еще одной серии из четырех игр, выиграв подряд чемпионаты Кубка Стэнли.
1 апреля 1998 года он дрался с голкипером «Колорадо Эвеланш» Патриком Руа. Руа дрался с Верноном годом ранее, 26 марта 1997 года.
Осгуд оставался основным вратарем «Детройта» до лета 2001 года, работая вместе с Кеном Реггетом и Мэнни Легасе, прежде чем его отстранили от игры и забрали в «Нью-Йорк Айлендерс».
Годы у островитян
Летом 2001 года «Ред Уингз» приобрели у «Баффало Сэйбрз» вратаря Доминика Гашека, шестикратного обладателя «Везина Трофи». После многочисленных попыток обменять Осгуда «Ред Уингз» оставили его без защиты в драфте, и «Айлендерс» потребовали его 28 сентября 2001 года. Первоначально Осгуд носил красные щитки, которые он носил в прошлом году в «Ред Уингз», прежде чем в конечном итоге сменил их на щитки синего цвета, цвета островитян.
Осгуд разделил игровое время с Гартом Сноу в сезоне 2001–2002 годов и помог «Айлендерс» выйти в плей-офф, где они проиграли серию из семи игр «Торонто Мэйпл Лифс». Осгуд делил время со Сноу и Риком ДиПьетро в сезоне 2002–2003 годов, прежде чем 11 марта 2003 года его обменяли в «Сент-Луис Блюз» вместе с выбором в третьем раунде драфта НХЛ 2003 года (которым должен был стать Константин Барулин) на Джастин Папино и выбор во втором раунде драфта 2003 года (Джереми Коллитон).
Сент-Луис Блюз
До конца сезона 2002–2003 и весь сезон 2003–2004 Осгуд оставался основным вратарем «Сент-Луис Блюз». Хотя Осгуд установил рекорды побед в обоих сезонах, «Синие» не прошли дальше четвертьфинала плей-офф, проиграв «Ванкувер Кэнакс» и «Сан-Хосе Шаркс» соответственно. Сент-Луис не продлил контракт Осгуда до истечения срока действия договора, и он стал свободным агентом.
Возвращение в Детройт
8 августа 2005 года Детройт вернул Осгуду годовой контракт на сумму 800т. долларов. Первоначально он должен был побороться за место в стартовом составе с Мэнни Легасом, но получил разрыв паха и не играл, когда сезон начался. Осгуду поручили играть за «Гранд Рапидс Гриффинс» Американской хоккейной лиги (АХЛ) на тренировочном задании. Показав результат две победы и одно поражение в трех играх, Осгуд вернулся в Детройт, чтобы снова работать в тандеме вратарей с Легасом.
Осгуд также работал с голкиперами-новичками Джимми Ховардом и Джои Макдональдом, пока Легасе восстанавливался после травмы колена в конце 2005 года. Во время плей-офф Кубка Стэнли 2006 года Осгуд повредил пах, готовясь к четвертой игре первого раунда против «Эдмонтон Ойлерз». Осгуд пропустил оставшуюся часть серии, и пост-сезон «Ред Уингз» завершился после 6 игр против «Ойлерз».
1 июля 2006 года Осгуд повторно подписал с Red Wings двухлетний контракт на сумму 1,8 миллиона долларов США. Затем он разделил обязанности вратаря с Гашеком, который также вернулся в «Ред Уингз». Хотя ожидалось, что Гашек будет получать немного больше игрового времени, чем Осгуд, на протяжении всего регулярного сезона, ожидалось, что тандем вратарей будет делить большую часть игрового времени, а Макдональд, как ожидается, будет их дублером. Однако на тренировке Осгуд сломал руку, в результате чего он оказался в резерве, в то время как Макдональд стал вторым вратарем после ухода Осгуда.
Осгуд вернулся к игре к концу декабря. Из-за травм Осгуда и способности стареющего Гашека оставаться здоровым на протяжении всего сезона, Осгуд в конечном итоге взял на себя роль дублера Гашека, а не делил игровое время.
Сезон 2007–08 послужил для Осгуда возвращением в форму. Осгуд и Гашек оставались тандемом вратарей Детройта в сезоне 2007–08. Ожидалось, что Осгуд будет запасным вратарем, но Гашек боролся в начале сезона и впоследствии получил травму. Осгуд взял на себя стартовую роль, а Гашек был травмирован и был вторым. По состоянию на 30 апреля 2008 года Осгуд занимал 1-е место в НХЛ по GAA с 2,09 в регулярном сезоне, занимал 16-е место по проценту сохранений с 0,914 и имел впечатляющий рекорд 27–9–4. Это выступление принесло ему продление контракта с «Ред Уингз» на 3 года и 4,5 миллиона долларов, а также участие в Матче всех звезд НХЛ 2008 года. Поскольку Гашек выздоровел и снова набрал форму, «Детройт» решил менять вратарей от матча к матчу, вместо того, чтобы назначать кого-либо из вратарей запасным.
Плей-офф Кубка Стенли 2008
После того, как Гашек плохо выступил в третьей и четвертой играх серии первого раунда 2008 года с «Нэшвилл Предаторз», тренер «Ред Уингз» Майк Бэбкок решил отдать предпочтение Осгуду в середине четвертой игры и назвал его стартовым игроком в пятой игре и остальной части игры. плей-офф. С Осгудом в воротах «Ред Уингз» выиграли следующие девять игр плей-офф подряд, победив «Хищников» и разгромив «Колорадо Эвеланш», а также нанеся «Даллас Старз» отставание в три игры. Хотя «Старз» дали отпор, выиграв следующие две игры, Осгуд блистал в шестой игре, отразив все броски, кроме одного, в игре, наполненной удаениями, отправив «Ред Уингз» в финал Кубка Стэнли, чтобы встретиться с «Питтсбург Пингвинз». В первой и второй играх финала Кубка Стэнли Осгуд подряд отыграл всухую, что сделало его четвертым вратарем в истории НХЛ, начавшим финал с двумя "сухарями" подряд. Между двумя играми он сделал в общей сложности 41 сейв. Его спасение по истечении времени в шестой игре обеспечил победу в Кубке Стэнли «Ред Уингз» и Осгуду, который выиграл свой второй чемпионат в качестве стартового вратаря. Его последний рекорд плей-офф 2008 года был 14–4 при 1,55 GAA; его считали претендентом на приз Конна Смайта, который в конечном итоге достался Хенрику Зеттербергу.
После Кубка Стенли
Следующий сезон 2008–09 резко контрастировал с плей-офф 2008 года для Осгуда, который боролся практически на протяжении всего сезона и закончил его с худшими статистическими показателями за всю свою карьеру. «Это была худшая игра, которую я играл за всю свою карьеру», - сказал он. «Давайте будем честны». Сочетание травм и психологического давления, нанесенного самому себе, отрицательно сказалось на его игре до такой степени, что в конце сезона «Ред Уингз» фактически «отправили его домой» на десять дней, чтобы он мог поработать с тренером вратарей Джимом Бедардом и перефокусироваться. Хотя его 26 побед поставили его на 10-е место в истории НХЛ к концу сезона, он закончил с показателем средних пропущенных шайб за матч на единицу, чем он пропускал в сезоне 2007–08, и процентом сейвов в нижних десяти процентах от всех 45 вратарей, сыгравших достаточно, чтобы пройти квалификацию.
Несмотря на то, что Осгуд явно переигрывал почти во всех аспектах Тая Конклина, которого он хвалил за то, что он не позволил ситуации с вратарями стать намного хуже, чем она была, на протяжении всего сезона Осгуд упоминался как носитель огромного опыта плей-офф, а также как о бесспорном стартовом вратаре в плей-офф 2009 года. Он играл почти каждую минуту в 23 играх, закончив с рекордом 15–8. Его резкое улучшение показателей привело к предположениям, что он был ведущим кандидатом Детройта на приз Конна Смайта, поскольку «Ред Уингз» вышли в финал Кубка Стэнли второй год подряд. Однако в итоге «Детройт» потерпел поражение в прошлогоднем матче-реванше от «Питтсбург Пингвинз» в семи играх.
В следующем сезоне Осгуд продолжал бороться в регулярном сезоне и в конце концов уступил позицию стартового вратаря Детройта новичку Джимми Ховарду. Однако в целом «Ред Уингз» показали себя недостаточно хорошо, особенно в начале сезона. Осгуд завершил сезон 2009–10, сыграв всего 23 игры, причем большинство из них в начале сезона, когда он еще был в стартовом составе, и показал 3,02 гола за игру и 0,888 процента спасений.
27 декабря 2010 года в игре против «Колорадо Эвеланш» на стадионе «Пепси-центр» Осгуд одержал свою 400-ю победу в карьере. Он стал всего лишь 10-м вратарем в истории НХЛ, достигшим этого рубежа. «Ред Уингз» выиграли игру со счетом 4–3 в дополнительное время благодаря голу Никласа Кронволла. В сезоне НХЛ 2010–11 Осгуд имел лучшую статистику. 19 июля 2011 года Осгуд объявил о своем уходе из хоккея, но остался в организации «Крыльев», занимаясь развитием молодых вратарей с помощью своего бывшего тренера вратарей Тома Данко.
После игровая карьера
9 сентября 2013 года было объявлено, что Крис Осгуд был нанят в качестве игрового и студийного аналитика Red Wings в Fox Sports Detroit, заменив уволенного бывшего товарища по команде Ларри Мерфи. В этой роли он в основном занимается анализом в студии, но также заменяет Микки Редмонда в некоторых выездных играх на протяжении сезона. 14 февраля 2019 года телеканал объявил, что он и Мерфи будут работать в одном и том же качестве до конца сезона 2018–19 и далее.
30 августа 2016 года Осгуд присоединился к вице-президенту Red Wings Джиму Девеллано в качестве совладельца Saginaw Spirit из Хоккейной лиги Онтарио. Осгуд является вратарем и генеральным консультантом команды.

## Достижения
- Обладатель Кубка Стэнли (3): 1997, 1998, 2008
- Уильям М. Дженнингс Трофи (2): 1996 (с Майком Верноном), 2008 (с Домиником Гашеком)
- Играл в четырёх матчах всех звёзд НХЛ (1996, 1997, 1998 и 2008)
- Забил гол в матче против Хартфорд Уэйлерс 6 марта 1996 года.

## Статистика
- GP — сыгранные матчи.
- Min — минуты, проведённые на поле.
- GA — пропущенные шайбы.
- SO — матчи на «ноль» (без пропущенных шайб).
- GAA — среднее число пропускаемых за матч шайб.
- W, L, T — количество побед, поражений и ничьх, одержанных командой с этим вратарём.
- OTL — поражения в овертайме/серии буллитов
- SV% — процент отражённых бросков.

| 1989–90     | Медисин-Хат Тайгерс   | WHL         | 57  | 24  | 28  | 2  | —  | 3,094 | 228  | 0  | 4.42 | —    | 3   | 0  | 3  | 173   | 17  | 0  | 5.89 |      |
| 1990–91     | Медисин-Хат Тайгерс   | WHL         | 46  | 23  | 18  | 3  | —  | 2,630 | 173  | 2  | 3.95 | —    | 12  | 7  | 5  | 712   | 42  | 0  | 3.53 | —    |
| 1991–92     | Медисин-Хат Тайгерс   | WHL         | 15  | 10  | 3   | 0  | —  | 819   | 44   | 0  | 3.22 | —    | —   | —  | —  | —     | —   | —  | —    | —    |
| 1991–92     | Брандон Уит Кингз     | WHL         | 16  | 3   | 10  | 1  | —  | 890   | 60   | 1  | 4.04 | —    | —   | —  | —  | —     | —   | —  | —    | —    |
| 1991–92     | Сиэтл Тандербёдз      | WHL         | 21  | 12  | 7   | 1  | —  | 1,217 | 65   | 1  | 3.20 | —    | 15  | 9  | 6  | 904   | 51  | 0  | 3.38 | —    |
| 1992–93     | Адирондак Ред Уингз   | АХЛ         | 45  | 19  | 19  | 4  | —  | 2,438 | 159  | 0  | 3.91 | —    | 1   | 0  | 1  | 59    | 2   | 0  | 2.03 | —    |
| 1993–94     | Адирондак Ред Уингз   | АХЛ         | 4   | 3   | 1   | 0  | —  | 239   | 13   | 0  | 3.26 | —    | —   | —  | —  | —     | —   | —  | —    | —    |
| 1993–94     | Детройт Ред Уингз     | НХЛ         | 41  | 23  | 8   | 5  | —  | 2,206 | 105  | 2  | 2.86 | .895 | 6   | 3  | 2  | 307   | 12  | 1  | 2.35 | .891 |
| 1994–95     | Адирондак Ред Уингз   | АХЛ         | 2   | 1   | 1   | 0  | —  | 120   | 6    | 0  | 3.00 | —    | —   | —  | —  | —     | —   | —  | —    | —    |
| 1994–95     | Детройт Ред Уингз     | НХЛ         | 19  | 14  | 5   | 0  | —  | 1,087 | 41   | 1  | 2.26 | .917 | 2   | 0  | 0  | 68    | 2   | 0  | 1.76 | .920 |
| 1995–96     | Детройт Ред Уингз     | НХЛ         | 50  | 39  | 6   | 5  | —  | 2,933 | 106  | 5  | 2.17 | .911 | 15  | 8  | 7  | 936   | 33  | 2  | 2.12 | .898 |
| 1996–97     | Детройт Ред Уингз     | НХЛ         | 47  | 23  | 13  | 9  | —  | 2,769 | 106  | 6  | 2.30 | .910 | 2   | 0  | 0  | 47    | 2   | 0  | 2.55 | .905 |
| 1997–98     | Детройт Ред Уингз     | НХЛ         | 64  | 33  | 20  | 11 | —  | 3,807 | 140  | 6  | 2.21 | .913 | 22  | 16 | 6  | 1,381 | 48  | 2  | 2.12 | .918 |
| 1998–99     | Детройт Ред Уингз     | НХЛ         | 63  | 34  | 25  | 4  | —  | 3,691 | 149  | 3  | 2.42 | .910 | 6   | 4  | 2  | 358   | 14  | 1  | 2.35 | .919 |
| 1999–00     | Детройт Ред Уингз     | НХЛ         | 53  | 30  | 14  | 8  | —  | 3,148 | 126  | 6  | 2.40 | .907 | 9   | 5  | 4  | 547   | 18  | 2  | 1.97 | .924 |
| 2000–01     | Детройт Ред Уингз     | НХЛ         | 52  | 25  | 19  | 4  | —  | 2,834 | 127  | 1  | 2.69 | .903 | 6   | 2  | 4  | 365   | 15  | 1  | 2.47 | .905 |
| 2001–02     | Нью-Йорк Айлендерс    | НХЛ         | 66  | 32  | 25  | 6  | —  | 3,743 | 156  | 4  | 2.50 | .910 | 7   | 3  | 4  | 392   | 17  | 0  | 2.60 | .912 |
| 2002–03     | Нью-Йорк Айлендерс    | НХЛ         | 37  | 17  | 14  | 4  | —  | 1,993 | 97   | 2  | 2.92 | .894 | —   | —  | —  | —     | —   | —  | —    | —    |
| 2002–03     | Сент-Луис Блюз        | НХЛ         | 9   | 4   | 3   | 2  | —  | 532   | 27   | 2  | 3.05 | .888 | 7   | 3  | 4  | 417   | 17  | 1  | 2.45 | .907 |
| 2003–04     | Сент-Луис Блюз        | НХЛ         | 67  | 31  | 25  | 8  | —  | 3,861 | 144  | 3  | 2.24 | .910 | 5   | 1  | 4  | 287   | 12  | 0  | 2.51 | .890 |
| 2005–06     | Гранд-Рапидс Гриффинс | АХЛ         | 3   | 2   | 1   | —  | 0  | 180   | 10   | 0  | 3.33 | —    | —   | —  | —  | —     | —   | —  | —    | —    |
| 2005–06     | Детройт Ред Уингз     | НХЛ         | 32  | 20  | 6   | —  | 5  | 1,846 | 85   | 2  | 2.76 | .897 | —   | —  | —  | —     | —   | —  | —    | —    |
| 2006–07     | Детройт Ред Уингз     | НХЛ         | 21  | 11  | 3   | —  | 6  | 1,161 | 46   | 0  | 2.38 | .907 | —   | —  | —  | —     | —   | —  | —    | —    |
| 2007–08     | Детройт Ред Уингз     | НХЛ         | 43  | 27  | 9   | —  | 4  | 2,409 | 84   | 4  | 2.09 | .914 | 19  | 14 | 4  | 1,159 | 30  | 3  | 1.55 | .930 |
| 2008–09     | Детройт Ред Уингз     | НХЛ         | 46  | 26  | 9   | —  | 8  | 2,663 | 137  | 2  | 3.09 | .887 | 23  | 15 | 8  | 1,406 | 47  | 2  | 2.01 | .926 |
| 2009–10     | Детройт Ред Уингз     | НХЛ         | 23  | 7   | 9   | —  | 4  | 1,252 | 63   | 1  | 3.02 | .888 | —   | —  | —  | —     | —   | —  | —    | —    |
| 2010–11     | Детройт Ред Уингз     | НХЛ         | 11  | 5   | 3   | —  | 2  | 629   | 29   | 0  | 2.77 | .903 | —   | —  | —  | —     | —   | —  | —    | —    |
| Всего в НХЛ | Всего в НХЛ           | Всего в НХЛ | 744 | 401 | 216 | 66 | 29 | 42564 | 1768 | 50 | 2.49 | .905 | 129 | 74 | 49 | 7,651 | 267 | 15 | 2.09 | .916 |